# University of Duhok
Die University of Duhok (UoD; kurdisch زانکۆی دھۆک Zankoy Duhok, deutsch ‚Universität Duhok‘) ist eine staatliche Universität in der kurdischen Stadt Duhok in der Autonomen Region Kurdistan im Irak. Sie wurde am 31. Oktober 1992 gegründet. Die Mehrheit der Studiengänge in den neun Fakultäten werden mit Bachelor- und Masterabschlüssen angeboten. Die Hochschule hat neun Fakultäten – Medizin, Agrar-/Forstwirtschaft, Ingenieurwissenschaften, Angewandte Wissenschaften, Geisteswissenschaften, Naturwissenschaften, Rechtswissenschaften, Erziehungswissenschaften, Wirtschaftswissenschaften.
Die Universität hat mit mehreren Hochschulen internationale Kooperationsverträge abgeschlossen – beispielsweise auf Hochschul-Ebene mit der Universität Oldenburg und mit der Technischen Hochschule Mittelhessen oder auf Fachbereichs-Ebene mit der Technischen Universität Dortmund.